# Breitspitz
Der Breitspitz ist ein 1804 m ü. A. hoher Nebengipfel des Hochgründecks in den Fritztaler Bergen (Salzburger Schieferalpen) im Land Salzburg.
Der Breitspitz erhebt sich über dem Fritztal und bildet den nordwärts laufenden Grat des Hochgründeckmassivs, der sich zwischen Iglsbach und Raidlgraben erstreckt. Am Breitspitz knickt er nach Osten, führt zum Schroffkoppen (1562 m ü. A.) und bricht dann steil zum Iglsbach ab. Am Nordfuß liegen die Ortschaften Alpfahrt und Fritzerberg der Gemeinden Bischofshofen respektive Hüttau, und im Tal Pöham und Hüttau, am Ostfuß die Hüttauer Ortschaft Iglsbach. Der Gipfel bildet die Gemeindegrenze Bischofshofen–Hüttau.
Wie auch der nur wenig höhere Hochgründeckgipfel (1827 m ü. A.) – das Hochgründeckmassiv ist einer der höchsten bewaldeten Berge Mitteleuropas – ist der Breitspitz bis oben hin baumbestanden, hier öffnet sich auf den letzten Höhenmetern eine Trockenlichtung, und bietet eine weitreichende Rundsicht in die Kalkhochalpen mit Hochkönig, Tennengebirge und Dachstein im Norden und den Alpenhauptkamm mit Niederen und Hohen Tauern im Süden.
Der Berg gehört zur Grauwackenzone, mittel- bis altpaläozoische Schiefergesteine, 300–500 Millionen Jahre alt, die sich hier als nurmehr schmaler Streifen zwischen Zentral- und Kalkalpen einschieben.
Den Gipfel erreicht man unschwer vom Heinrich-Kiener-Haus am Hochgründeckgipfel über den Hofersattel (1635 m ü. A.). Zu letzterem führt auch der Talweg von Bischofshofen und Kreuzberg herauf, der Friedensweg, wie auch der Weg von Hüttau über Igelsbach – Klammalm und die Südflanke des Breitspitzes (Meditationsweg), beide als Teil des St.-Rupert-Pilgerwegs (Route 3, Etappen 16/17). Auch von Pöham–Alpfahrt sind mehrere Anstiege zum Sattel und zur Klammalm markiert. Vom Hofersattel ist es nur ein vergleichsweise kurzer Abstecher auf den Breitspitz, 
von dort führen diverse Steige unschwer aber unmarkiert weiter. Er wird selten begangen. 

Die Flanken des Bergs sind von zahlreichen Forststraßen durchzogen und eignen sich gut zum Mountainbiken.